# Meževskoj rajon (Oblast' di Kostroma)
Il Meževskoj rajon (in russo Межевской район?) è un rajon dell'Oblast' di Kostroma, nella Russia europea; il capoluogo è Georgievskoe. Ricopre una superficie di 2.178 chilometri quadrati ed è solcato dal Meža.